# Plage de Gosselin

La plage de Gosselin est une plage située sur la commune de Remire-Montjoly dans le département français de la Guyane.